# Município de Franklin (condado de Columbiana, Ohio)
O município de Franklin (em inglês: Franklin Township) é um município localizado no condado de Columbiana no estado estadounidense de Ohio. No ano de 2010 tinha uma população de 835 habitantes e uma densidade populacional de 13,98 pessoas por km².

## Geografia
O município de Franklin encontra-se localizado nas coordenadas 40° 41′ 02″ N, 80° 52′ 55″ O. Segundo a Departamento do Censo dos Estados Unidos, o município tem uma superfície total de 59.71 km², da qual 59,55 km² correspondem a terra firme e (0,26 %) 0,16 km² é água.

## Demografia
Segundo o censo de 2010, tinha 835 pessoas residindo no município de Franklin. A densidade populacional era de 13,98 hab./km².